# Люберка
Лю́берка — река в Юго-Восточном административном округе Москвы и в городе Люберцы, правый приток Пехорки. В середине 1960-х годов по руслу Люберки вне территории Москвы проложили подземный коллектор, а с 2005 года река заключена в коллектор на территории города. В открытом течении сохранилась в Котельниках, где частично запружена. Вероятно, своё название получила по деревне Люберцы. Гидроним Либерица упоминается в документах с 1624 года, на картах XVII века известен как Либерка.
Длина реки составляет десять километров, из них три — в открытом русле. Исток находится на востоке Москвы, в канаве со сточными водами. Водоток в коллекторе пересекает Московскую кольцевую автодорогу к северо-востоку от Капотни и проходит через Котельники и Люберцы. Далее река под железнодорожным мостом протекает в Некрасовку и через Скальское болото направляется в сторону Бедрино. Прежде русло проходило через Люберецкое озеро, которое высохло в 1960-х годах — тогда же Люберка была убрана в коллектор.